# Slaná (Czechy)
Slaná – gmina w Czechach, w powiecie Semily, w kraju libereckim. Według danych z dnia 1 stycznia 2014 liczyła 687 mieszkańców.